# بريت جونز
بريت جونز (بالإنجليزية: Bret Jones)‏ (8 ديسمبر 1980 بزينيا في الولايات المتحدة - ) هو لاعب كرة قدم أمريكي في مركز الهجوم. لعب مع Dayton Dutch Lions ‏ وCincinnati Kings ‏ وCincinnati Kings Indoor Team ‏ وDayton Gemini ‏.

## وصلات خارجية
- بريت جونز على موقع قاعدة بيانات كرة القدم.إي يو (الإنجليزية)